# Ostoba ötletek
Az Ostoba ötletek (Silly People) a Született feleségek (Desperate Housewives) című amerikai filmsorozat harminchetedik epizódja. Az Amerikai Egyesült Államokban először az ABC (American Broadcasting Company) adó sugározta 2006. február 12-én.

## Az epizód cselekménye
A világ tele van valószínűtlen barátságokkal, különös párosításokkal, amik a felületes szemlélő számára tökéletesen értelmetlennek tűnnek. De, ha közelebbről szemügyre vesszük őket, rájöhetünk, mi kovácsolja egybe ezeket a szövetségeket. Hiszen a közös cél még a halálos ellenségeket is összehozhatja. Így van ezzel Susan és Edie is, akiket a legutóbbi pókerparti óta egyszerűen nem hagy nyugodni a gondolat, hogy Bree akkor valamit el akart árulni Applewhite-ékról, s vajon mégis mi lehet a hatalmas pálfordulás kiváltója. Végül – mivel Bree-ből egy szót sem sikerül kihúzniuk – arra jutnak, hogy az ok nem lehet más, mint Danielle és Matthew szerelme. Tom minden erejével igyekszik jóban lenni az új főnökével, de csak sorozatos megaláztatásnak teszi ki magát. Susan, hogy meglegyen a műtét elvégzéséhez megfelelő biztosítása, Edie tanácsára úgy dönt, hogy férjhez megy. De miután a tervezett esküvő kútba esik, Karl-tól kap visszautasíthatatlan ajánlatot. Bree szaglászni indul Betty Applewhite-ék házába, és súlyos titkokra bukkan. Eközben Solis-ék házába a Maxine Bennett-nél rabszolgaként tartott Xiao-Mei személyében új lakó költözik.

## Mellékszereplők
- Harriet Sansom Harris – Felicia Tilman
- Currie Graham – Ed Ferrara
- Bob Gunton – Noah Taylor
- Jay Harrington – Dr. Ron McCready
- Nick Chinlund – Sullivan nyomozó
- Gwendoline Yeo – Xiao-Mei
- Carlos Jacott – Gary Grantham
- Michael McDonald – Steven
- Jane Lynch – Maxine Bennett
- Jeff Doucette – Crowley atya
- Jill Brennan – Tish
- Jim Cantafio – 1. FBI-ügynök
- Carol Mansell – Pat Ziegler
- Tim Monsion – Dr. Cunningham
- Andrew Ware – 2. FBI-ügynök

## Mary Alice epizódzáró monológja
- A narrátor, Mary Alice monológja az epizód végén így hangzik (a magyar változat alapján):

„A világ tele van valószínűtlen barátságokkal. Hogy ezek hogy jönnek létre? Úgy, hogy míg az egyik ember szükséget szenved, a másik kész segítő kezet nyújtani. Mikor ilyen kedvességgel találkozunk, végre képesek vagyunk becsülni azokat, akiket korábban leírtunk. És mielőtt észbe kapnánk, a szövetség megköttetik. Tekintet nélkül arra, hogy mások megértik-e. Igen. Valószínűtlen barátságok szövődnek nap, mint nap. Senki sem érti ezt jobban, mint a magányosak. Sőt mi több: ők épp erre számítanak.”

## Epizódcímek szerte a világban
- Angol: Silly People (Ostoba emberek)
- Francia: Les paris sont lancés
- Lengyel: Nierozsądne pomysły  (Ostoba ötletek)
- Német: Verrückte Ideen (Buta ötletek)